# アデニン
アデニン (adenine) は核酸を構成する5種類の主な塩基のうちのひとつで、生体内に広く分布する有機化合物である。
プリン骨格は糖ともアミノ酸とも異なる独特の形状をしているにもかかわらず、アデニン、グアニンの他、コーヒーや茶に含まれるカフェイン、ココアに含まれるテオブロミン、緑茶に含まれるテオフィリンなどを構成し、また最近ではプリン体をカットしたビールなども販売されるほどありふれた有機物である。アデニンはシアン化水素とアンモニアを混合して加熱するだけで合成されるため、原始の地球でもありふれた有機物であったと考えられる。

## 構造

位置番号

1H・3H・7H・9H体の互変異性体をとることができるが、気相などの孤立条件下で確認されるのはほぼ9H体である。

## 機能
デオキシリボ核酸 (DNA) ではチミンと、リボ核酸 (RNA) ではウラシルと、2本の水素結合を介して相補的に会合するプリン塩基。対応するヌクレオシドはアデノシンである。3つの重要な補酵素、補酵素A、FAD、およびNAD の構成成分である他、最も重要なエネルギー物質である ATP の塩基部分であるなど、他の核酸塩基に比べ生体内で利用される場面は多い。

## 生合成
プリン代謝によって合成される。これはリボース-5-リン酸をグリシン・グルタミン・アスパラギン酸・テトラヒドロ葉酸などを用いてイノシン酸(IMP)に変換し、そこからAMPやGMPを合成する経路である。
酵母では、ホスホリボシル二リン酸を7段階でAMPに変換するアデニン経路がある。

## 沿革
1885年、アルブレヒト・コッセルにより膵臓から抽出されたため、「腺」を意味する古代ギリシア語"aden"に因んで命名された。
かつてはビタミンB4とも呼ばれたが、現在ではビタミンとは認識されていない。だがビタミンBであるナイアシンやリボフラビンと結合し、NAD・FADとなる。エミール・フィッシャーは初期のアデニン研究者の一人である。
1961年のジュアン・ウローによる実験では、水溶液中でのアンモニアとシアン化水素(HCN)の重合反応によって大量のアデニンが生成されることが示されたが、これが生命の起源に影響を及ぼしたかどうかは結論が出ていない。
2011年8月8日、NASAは地球上の隕石の研究から、宇宙空間においてDNA・RNAの原料であるアデニン・グアニンなどの有機分子が合成されている可能性を示唆した。

## 関連物質
- アデノシン
- アデノシン一リン酸 (AMP)
- アデノシン二リン酸 (ADP)
- アデノシン三リン酸 (ATP)
- 環状アデノシン一リン酸 (cAMP)